# Cyprus op het Eurovisiesongfestival 1996
Cyprus nam deel aan het Eurovisiesongfestival 1996 in Oslo, Noorwegen. Het was de 15de deelname van het land op het Eurovisiesongfestival. De CyBC was verantwoordelijk voor de Cypriotische bijdrage voor de editie van 1996.

## Selectieprocedure
Net zoals het voorbije jaar koos men ervoor om via een nationale finale de kandidaat en het lied aan te duiden voor het festival. Het festival vond plaats in de Caputo Nightclub in Limasol. In totaal deden acht liedjes mee aan de nationale finale. De winnaar werd gekozen door een twintigkoppige jury.
| Volgorde | Artiest                      | Lied             | Punten | Plaats |
| -------- | ---------------------------- | ---------------- | ------ | ------ |
| 1        | Katerina Chartosia-Logotheti | "Ke se roto"     | 78     | 5de    |
| 2        | Michalis Hadjiyiannis        | "Trello pedi"    | 130    | 2de    |
| 3        | Sophie Christofidou          | "Antekho"        | 109    | 4de    |
| 4        | Anastasios                   | Epi gis irini    | 72     | 6de    |
| 5        | Katerina Chartosia-Logotheti | "Erota mou"      | 111    | 3de    |
| 6        | Kiros Londos                 | "Hilies sirenes" | 54     | 8ste   |
| 7        | Constantinos                 | Mono gia mas     | 162    | 1ste   |
| 8        | George Kalopedis             | "Kravghi"        | 55     | 7de    |

## In Oslo
In Noorwegen trad Cyprus als vijfde van 23 landen aan, na Portugal en voor Malta. Het land behaalde een negende plaats met 72 punten. 
Men ontving twee keer het maximum van de punten. 
België en Nederland gaven geen punten aan deze inzending.

### Gekregen punten

#### Finale
| 12 punten                           | 10 punten   | 8 punten   | 7 punten                                  | 6 punten  |
| ----------------------------------- | ----------- | ---------- | ----------------------------------------- | --------- |
| - Griekenland - Verenigd Koninkrijk | - Slowakije | - Kroatië  | - Spanje                                  | - Finland |
| 5 punten                            | 4 punten    | 3 punten   | 2 punten                                  | 1 punt    |
| - Zwitserland                       |             | - Portugal | - Frankrijk - Malta - Oostenrijk - Zweden | - Ierland |

### Punten gegeven door Cyprus

#### Finale
Punten gegeven in de finale:
| 12 punten | Portugal            |
| 10 punten | Griekenland         |
| 8 punten  | Kroatië             |
| 7 punten  | Estland             |
| 6 punten  | Ierland             |
| 5 punten  | Nederland           |
| 4 punten  | Polen               |
| 3 punten  | Noorwegen           |
| 2 punten  | Spanje              |
| 1 punt    | Verenigd Koninkrijk |

1981 · 1982 · 1983 · 1984 · 1985 · 1986 · 1987 · 1988 · 1989 · 1990 · 1991 · 1992 · 1993 · 1994 · 1995 · 1996 · 1997 · 1998 · 1999 · 2000 · 2001 · 2002 · 2003 · 2004 · 2005 · 2006 · 2007 · 2008 · 2009 · 2010 · 2011 · 2012 · 2013 · 2014 · 2015 · 2016 · 2017 · 2018 · 2019 · 2020 · 2021 · 2022 · 2023 · 2024 · 2025